# Az éhezők viadala: A kiválasztott – 1. rész
Az éhezők viadala: A kiválasztott – 1. rész (eredeti cím: The Hunger Games: Mockingjay – Part 1) egy 2014-es amerikai sci-fi kalandfilm, melyet Francis Lawrence rendezett, valamint Peter Craig és Danny Strong írt. Suzanne Collins – Az éhezők viadala című regényének ez a harmadik kötete, és a folytatása Az éhezők viadala: Futótűz (2013) című filmnek. A trilógiából ez az egyetlen rész, melyet két részben mutatnak be. A következő záró film, Az éhezők viadala: A kiválasztott – Befejező rész, amit 2015-ben mutattak be.
A főszereplők Jennifer Lawrence, Josh Hutcherson, Liam Hemsworth, Woody Harrelson, Elizabeth Banks, Julianne Moore, Philip Seymour Hoffman, Jeffrey Wright, Stanley Tucci és Donald Sutherland.
Az Amerikai Egyesült Államokban 2014. november 21-én mutatták be, Magyarországon szinkronizálva, november 20-án.
Az 1. rész, 2014. november 19-én jelent meg Brazíliában, november 20-án az Egyesült Királyságban, Görögországban, Indonéziában és Malajziában. A tervek szerint november 28-án mutatják be Indiában, és egy meg nem erősített dátummal Kínában, ami 2015 januárja. Az éhezők viadala: A kiválasztott – 1. része, november 24-én – Észak-Amerikában 123 millió $ volt a bruttósított bevétele. Világ más tájain újabb 152 millió $, így összesen: 275,5 millió $ lett. Tehát a film világszerte, 275 millió $-ral indított a nyitóhétvégén. A Metacritic oldalán a film értékelése 64% a 100-ból, ami 44 véleményen alapul. A Rotten Tomatoeson Az éhezők viadala: A kiválasztott – 1. rész 66%-os minősítést kapott, 135 értékelés alapján. A forgatás mindkét része, 2013. szeptember 23-án kezdődött Atlantában, és hivatalosan Berlinben fejezték be, 2014. június 20-án.

## Történet
Miután Katniss Everdeen másodszor is túlélte az Éhezők Viadalát, új életet kell kezdenie a 13. körzetben. Bár nehezen dolgozza fel korábbi otthona és Peeta elveszítését, hamarosan új, minden eddiginél fontosabb döntés meghozatalára kényszerül. A lázadók immár nyílt felkelést indítottak a Kapitólium zsarnoksága ellen, mely harchoz egyre több körzet csatlakozik. Katniss az, aki a forradalom vezéralakjaként reményt adhat nekik, aki megmutathatja, hogy Snow elnök hatalma megdönthető.

## Szereplők
| Színész                | Szereplő                                                                   | Magyar hang   |
| ---------------------- | -------------------------------------------------------------------------- | ------------- |
| Jennifer Lawrence      | Katniss Everdeen, 17 éves, a 12. körzet egykori női győztese, kiválasztott | Földes Eszter |
| Josh Hutcherson        | Peeta Mellark, a 12. körzet egykori győztese, kiválasztott                 | Szatory Dávid |
| Liam Hemsworth         | Gale Hawthorne, Katniss legjobb barátja                                    | Fehér Tibor   |
| Donald Sutherland      | Snow elnök, Panem vezetője                                                 | Fodor Tamás   |
| Woody Harrelson        | Haymitch Abernathy, a 12. körzet egykori győztese, mentor                  | Stohl András  |
| Julianne Moore         | Alma Coin, a 13. körzet elnöke                                             | Fehér Anna    |
| Willow Shields         | Primrose Everdeen, Katniss húga                                            | Nyári Liza    |
| Sam Claflin            | Finnick Odair, 4. körzet egykori férfi győztese, kiválasztott              | Dévai Balázs  |
| Stanley Tucci          | Caesar Flickerman, műsorvezető                                             | Kulka János   |
| Jeffrey Wright         | Beetee, a 3. körzet egykori férfi győztese, kiválasztott                   | Anger Zsolt   |
| Philip Seymour Hoffman | Plutarch Heavensbee, főjátékmester, a kapitóliumi lázadók vezetője         | Epres Attila  |
| Elizabeth Banks        | Effie Trinket, a 12. körzet kísérője                                       | Csere Ágnes   |
| Mahershalalhashbaz Ali | Boggs                                                                      | Welker Gábor  |
| Robert Knepper         | Antonius, Snow elnök minisztere                                            | Tarján Péter  |
| Natalie Dormer         | Cressida, a kapitólium igazgatója                                          | Bozó Andrea   |

## Betétdal
| Magyar  | Magyar        | Angol            | Angol             |
| Dal     | Előadó        | Dal              | Előadó            |
| ------- | ------------- | ---------------- | ----------------- |
| Bitódal | Földes Eszter | The Hanging Tree | Jennifer Lawrence |

## Díjak és jelölések
| Díj                                | Kategória                         | Címzettek és jelöltjei         | Jelölés  |
| ---------------------------------- | --------------------------------- | ------------------------------ | -------- |
| Broadcast Film Critics Association | Legjobb akciófilm színésznője     | Jennifer Lawrence              | Függőben |
| Broadcast Film Critics Association | Legjobb dal                       | "Yellow Flicker Beat" by Lorde | Függőben |
| Golden Globe-díj                   | Legjobb betétdal – Motion Picture | "Yellow Flicker Beat" – Lorde  | Függőben |